# Wayne Arthurs
Wayne Arthurs (Adelaide, 18 marzo 1971) è un ex tennista australiano.

## Carriera
La sua arma principale era il servizio molto potente, Jim Courier e Andre Agassi hanno dichiarato che il suo era il servizio migliore che abbiano mai visto.

Ha ottenuto maggior successo nei tornei di doppio dove ha vinto 12 tornei, sei in coppia con Paul Hanley. Nel novembre 2003 dopo aver vinto il BNP Paribas Masters ha raggiunto l'undicesima posizione nella classifica del doppio maschile.

Nel singolare ha vinto un unico torneo, il Tennis Channel Open nel 2005, all'età di 34 anni, ed ha raggiunto la 44ª posizione nel luglio 2007.

Nei tornei del Grande Slam non ha mai superato il quarto turno nel singolare mentre nel doppio si è fermato per tre volte alla semifinale.

L'ultimo torneo a cui ha partecipato è stato Wimbledon 2007, dopo aver superato le qualificazioni elimina al primo turno Thiemo de Bakker, in un match lungo 5 set con tre finiti al tie-break. Al secondo turno sorpassa il difficile ostacolo di Tommy Robredo, allora numero 7 al mondo ma al terzo turno non riesce a sconfiggere Jonas Björkman chiudendo così la sua carriera.

## Statistiche

### Singolare

#### Vittorie (1)
| Legenda                     |
| Grande Slam (0)             |
| Tennis Masters Cup (0)      |
| ATP Masters Series (0)      |
| ATP Championship Series (0) |
| ATP Tour (1)                |

| Titoli per superficie |
| Cemento (1)           |
| Terra rossa (0)       |
| Erba (0)              |
| Sintetico (0)         |

| N° | Data             | Torneo                          | Superficie | Avversario in finale | Punteggio |
| 1. | 28 febbraio 2005 | Tennis Channel Open, Scottsdale | Cemento    | Mario Ančić          | 7-5, 6-3  |

### Doppio

#### Vittorie (12)
| N°  | Data              | Torneo                                         | Superficie    | Compagno         | Avversari in finale                  | Punteggio           |
| 1.  | 18 settembre 1994 | BCR Open Romania, Bucarest                     | Terra rossa   | Simon Youl       | Jordi Arrese José Antonio Conde      | 6-4, 6-4            |
| 2.  | 27 luglio 1997    | Interwetten Austrian Open Kitzbühel, Kitzbühel | Terra rossa   | Richard Fromberg | Thomas Buchmayer Thomas Strengberger | 6-4, 6-3            |
| 3.  | 3 maggio 1998     | ATP Praga, Praga                               | Terra rossa   | Andrew Kratzmann | Fredrik Bergh Nicklas Kulti          | 6-1, 6-1            |
| 4.  | 23 agosto 1998    | Pilot Pen Tennis, New Haven                    | Cemento       | Peter Tramacchi  | Sébastien Lareau Alex O'Brien        | 7-6, 1-6, 6-3       |
| 5.  | 9 maggio 1999     | German Open Hamburg, Amburgo                   | Terra rossa   | Andrew Kratzmann | Paul Haarhuis Jared Palmer           | 2-6, 7–6(5), 6-2    |
| 6.  | 11 luglio 1999    | Hall of Fame Tennis Championships, Newport     | Erba          | Leander Paes     | Sargis Sargsian Chris Woodruff       | 6(6)–7, 7–6(7), 6-3 |
| 7.  | 23 febbraio 2003  | ABN AMRO World Tennis Tournament, Rotterdam    | Cemento (i)   | Paul Hanley      | Roger Federer Maks Mirny             | 7-6, 6-2            |
| 8.  | 11 maggio 2003    | Internazionali d'Italia, Roma                  | Terra rossa   | Paul Hanley      | Michaël Llodra Fabrice Santoro       | 6-1, 6-3            |
| 9.  | 28 settembre 2003 | Kingfisher Airlines Tennis Open, Shanghai      | Cemento       | Paul Hanley      | Zeng Shaoxuan Zhu Ben-qiang          | 6-2, 6-4            |
| 10. | 2 novembre 2003   | BNP Paribas Masters, Parigi                    | Sintetico (i) | Paul Hanley      | Michaël Llodra Fabrice Santoro       | 6-3, 1-6, 6-3       |
| 11. | 13 febbraio 2005  | SAP Open, San Jose                             | Cemento (i)   | Paul Hanley      | Yves Allegro Michael Kohlmann        | 7–6(4), 6-4         |
| 12. | 16 ottobre 2005   | Stockholm Open, Stoccolma                      | Cemento (i)   | Paul Hanley      | Leander Paes Nenad Zimonjić          | 5-3, 5-3            |